# 八道樓子
《八道樓子》為1976年出品的國語發音之有聲彩色電影，長弓電影公司出品，邵氏兄弟（香港）有限公司發行。張徹導演，改編自1933年春長城戰役之古北口八達嶺戰場。主要演員有戚冠軍、傅聲、狄龍、姜大衛、陳觀泰、劉家輝、梁家仁、王龍威、郭追。
國民革命军第一十七軍徐庭瑶下辖第2师、第25师、第83师；第25师（師長關麟徵）第75旅第149团上校团长王潤波命令偵察先鋒營，十七军第2师(黄杰師長)六旅（罗奇旅長）十一团副团长吴超徵兼任營長，後來全營集合，僅僅剩下7名國民革命軍士兵。
失聯孤軍力守古北口八達嶺的一座碉堡，竟能對抗日軍千名達一星期之精彩史實，（影片宣傳說「日軍兩萬名，坦克30輛」，日軍人數是初期古北口攻防戰役，而不是八達樓子前方之掩護戰）。

## 劇情簡介
七七事變之前，軍事要塞————八道樓子只剩下了碉堡裡7名中國軍人：營長吳超徵(事後追封少將，吸引敵軍、掩護主力、斃敵有功)，五位上等兵江明坤與褚天成、白長興、賈福勝以及潘炳林，還有二等兵何鴻發。
他們以背水一戰的精神，頑強抵抗多於自己數十倍的日軍，在主力失聯與失去支援的情況下孤軍作戰，屢勝強敵，堅守這一軍事要塞。但寡不敵眾，在彈盡糧絕的情況下，7位壯士流盡了最後一滴鮮血，為國捐軀。

## 人物角色
| 角色名稱   | 演員   | 備註               |
| ---------- | ------ | ------------------ |
| 吳超徵     | 狄龍   | 上校團副兼偵察營長 |
| 白長興     | 姜大衛 | 上等兵             |
| 江明坤     | 陳觀泰 | 上等兵             |
| 何鴻發     | 傅聲   | 二等兵             |
| 褚天成     | 戚冠軍 | 上等兵             |
| 賈福勝     | 白鷹   | 上等兵             |
| 潘炳林     | 李藝民 | 上等兵             |
| 小順子     | 丁華寵 | 戰地孤兒           |
| 胡其       | 梁家仁 | 偽蒙軍             |
|            | 王龍威 | 偽蒙軍             |
|            | 劉家輝 | 偽蒙軍             |
|            | 苗天   | 日軍司令           |
|            | 馮毅   | 日本軍官           |
| 王潤波團長 | 儲陸峯 |                    |
|            | 陳明利 | 白長興妻           |
|            | 陳慧樓 | 何鴻發叔父         |
|            | 龍世家 | 何鴻發兄           |
|            | 郭追   | 何鴻發友人         |
|            | 孫樹培 | 何鴻發友人         |
| 月娟       | 王景平 | 褚天成友人         |
|            | 鄧德祥 | 褚天成友人         |
|            | 謝興   | 日本浪人           |
|            | 陳信一 | 日本浪人           |
|            | 荊國忠 | 日本浪人           |
|            | 高飛   | 日本浪人           |
|            | 楊奎玉 | 日本軍官           |
|            | 何剛   | 日本軍官           |
|            | 祖勃林 | 日本軍官           |
|            | 陳森霖 | 日本軍官           |
|            | 何維雄 | 日本軍官           |
|            | 王力   | 大刀隊隊員         |
|            | 蘇金龍 | 惡警察             |
|            | 王耀   | 賭場打手           |
|            | 王圻生 | 國軍               |
|            | 林志泰 | 國軍               |
|            | 侯伯威 | 國軍               |
|            | 曾明昌 | 日軍               |
|            | 葛長生 | 日軍               |
|            | 余太平 | 日軍               |
|            | 陳震   | 日軍               |
|            | 王慶良 |                    |
|            | 劉幼斌 |                    |
|            | 程天賜 |                    |
|            | 馬金谷 |                    |
|            | 戴徹   |                    |
|            | 潘章明 |                    |
|            | 史亭根 |                    |

## 其他製作人員
- 製片：彭世偉、朱耕、祖康
- 助導：吳越凌、沈汝亮、周小培、葉德申
- 副攝影：徐得利
- 藝術指導：顧毅
- 武術指導：謝興、陳信一
- 燈光：關英全、歐作霖
- 道具：何介夫
- 化妝：趙玉珍
- 服裝：黃榮

## 金門銅像
- 7位殉國烈士，牌位都在台北市大直忠烈祠，永饗血食膜拜。
- 金門（小金門，即烈嶼）戰地，島中設置牌樓，他們持步槍上刺刀衝鋒全身銅像，栩栩如生，牌樓上刻「八達樓子」四字，忠勇事蹟永誌緬懷效習。[2]前总统蒋经国讚言，岛孤人不孤
- 有拔槍自盡、有被數十日軍剁成肉泥、有拔腰纏整綑手榴彈跳長城與城底數十日軍同歸於盡……每位烈士殉國方式都不一樣，是電影劇情所描述。

## 備註
1. 1 2  香港電影票房 1976 〔華語電影〕 的存檔，存档日期2008-10-05.，〈香港電影票房全紀錄〉
2. ↑  八達樓子誌 〔臺灣碑碣拓片〕 （页面存档备份，存于），〈臺灣記憶 Taiwan Memory--國家圖書館〉

## 外部連結
- 香港影庫上《八道樓子》的資料（繁體中文）
- 豆瓣电影上《八道樓子》的資料 （简体中文）
- 时光网上《八道樓子》的資料（简体中文）
- AllMovie上《八道樓子》的资料（英文）
- 爛番茄上《八道樓子》的資料（英文）
- 互联网电影数据库（IMDb）上《八道樓子》的资料（英文）